# جيمس جاكسون (سياسي)
جيمس جاكسون (بالإنجليزية: James Jackson)‏ هو مصرفي وسياسي أمريكي، ولد في 21 أبريل 1881 ببوسطن في الولايات المتحدة. حزبياً، نشط في الحزب الجمهوري.